# Nancy Callaerts
Pour les articles homonymes, voir Callaerts.
Nancy Callaerts, née le 11 août 1971 à Willebroek (Belgique), est une athlète belge dont la spécialité était les courses de sprint.

## Titres de championne de Belgique

### Outdoor
| Discipline | Année      |
| ---------- | ---------- |
| 100 m      | 1993, 1997 |

### Indoor
| Discipline | Année            |
| ---------- | ---------------- |
| 60 m       | 1990, 1994, 1999 |

## Records personnels

### Outdoor
| Discipline | Temps   | Date           | Localité  |
| ---------- | ------- | -------------- | --------- |
| 100 m      | 11 s 40 | 7 juillet 2002 | Bruxelles |
| 200 m      | 24 s 17 | 27 août 2002   | Liège     |

### Indoor
| Discipline | Temps  | Date            | Localité |
| ---------- | ------ | --------------- | -------- |
| 60 m       | 7 s 42 | 14 février 1999 | Gand     |